# Clucer
Clucerul este un termen care desemna în Evul Mediu românesc o dregătorie boierescă, situată ca rang între cele de medelnicer și serdar. Clucerul răspundea de magaziile și de depozitele domnești. 
În Moldova exista și jitnicerul, care se ocupa de depozitele de grâne.